# جزیره پیرم
جزیره پیرم (به انگلیسی: Piram Island) یک جزیره واقع در گجرات هند است که در خلیج خامبات در دریای عرب واقع شده‌است.